# Papyrus 42
Papyrus 42 (in de nummering van Gregory-Aland), of {\displaystyle {\mathfrak {P}}}42, is een klein fragment van zes verzen van Lucas 1:54-55 en 2:29-32 in het Grieks en Lucas 1:46-51 in het Koptisch. Het dateert uit de 6e, 7e eeuw.
De Griekse tekst van deze codex is een vertegenwoordiger van de Alexandrijnse tekst met enkele Byzantijnse varianten. Aland plaatst het in Categorie II.
Het handschrift wordt bewaard in de Österreichische Nationalbibliothek (Pap. Vindob. K 8706) in Wenen).